# 印場車站
印場車站（日语：／ Imba eki */?）是位於愛知縣尾張旭市的車站，為名鐵瀨戶線車站之一。本站位於尾張旭市的最西端。

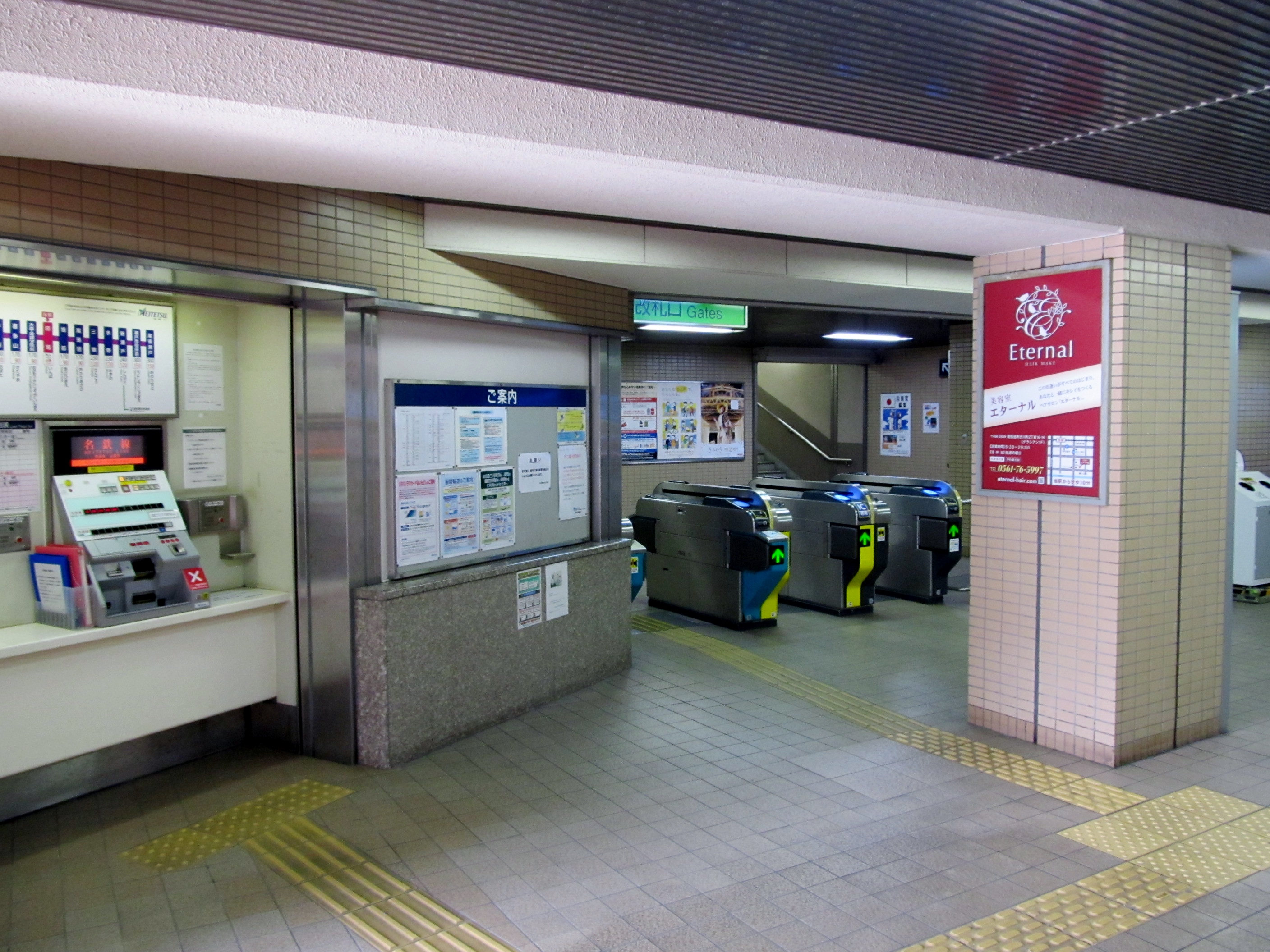
驗票口（2018年12月）

## 車站結構
對向式月台2面2線的地面車站。

### 月台配置
| 月台 | 路線   | 方向 | 目的地           |
| ---- | ------ | ---- | ---------------- |
| 1    | 瀨戶線 | 下行 | 尾張瀨戶方向     |
| 2    | 瀨戶線 | 上行 | 大曾根、榮町方向 |

### 配線圖
| ← 尾張瀨戶方向  | 印場站 構內配線略圖 | → 大曾根、 榮町方向 |
| 图例 参考文献： |                     |                     |

## 車站周邊
- 守山警察署印場派出所
- 瀨戶信用金庫印場支店
- 尾張旭市立白鳳小学校
- 東名高速道路
- UNY印場店
- スーパー銭湯ひょうたんの湯

## 利用状況
「尾張旭市的統計」車站一日平均上下車人次數。
- 2003年度 3,753人
- 2004年度 3,850人
- 2005年度 3,920人
- 2006年度 4,022人
- 2007年度 4,255人
- 2008年度 4,359人
- 2009年度 4,338人

## 相鄰車站
名古屋鐵道
 瀨戶線
■急行
通過
■準急、■普通
大森·金城學院前（ST12）－印場（ST13）－旭前（ST14）

## 外部連結
- 印場 - 名古屋鐵道